# تور دي آرديش للسيدات 2020
تور دي آرديش للسيدات 2020 (بالفرنسية: Tour cycliste féminin international de l'Ardèche 2020)‏ هو سباق دراجات هوائية من فئة سباق المرحلة، وهو الموسم رقم 18 من تور دي آرديش للسيدات، وأقيم خلال الفترة 3 سبتمبر 2020، وحتى 9 سبتمبر 2020، وامتدّ لمسافة 843.4 كيلومتر، وضمن سباقات سباق الدراجات على الطريق للسيدات 2020، وشارك فيه 135 متسابقاً ووصل إلى نهايته 88 متسابقاً.
فاز بالمركز الأول لورين ستيفنز، وبالمركز الثاني مارغريتا فيكتوريا غارسيا، وبالمركز الثالث آنا كيزنهوفر، وكان الفائز حسب السرعة إيما وايت، وفاز لورين ستيفنز في ترتيب النقاط، وكان الفائز حسب النقاط للشباب Camilla Alessio ‏، وكان الفائز في تصنيف الجبال Yara Kastelijn ‏، وفاز يو أي أيه تيم في ترتيب الفرق.

## الفرق
| فرق سيدات عالمية (5)- يو أي أيه تيم ‏ - كانيون إس آر إيه إم راسينغ 2020 ‏ - FDJ–Suez ‏ - موفيستار للسيدات ‏ - Lidl–Trek (women's team) ‏ فرق دراجات قارية سيدات (12)- Andy Schleck–CP NVST–Immo Losch ‏ - اركيا للسيدات 2020 ‏ - Aromitalia–Basso Bikes–Vaiano ‏ - بيبينك 2020 ‏ - شارينت ماريتايم سيلينج للسيدات ‏ - فريق كوجياس ميتلر لوك برو للدراجات 2020 ‏ - دولتشيني فان إيك سبورت 2020 ‏ - انيكات-آر بي إتش جلوبال-مارتين فيلا 2020 ‏ - لفيف للسيدات 2020 ‏ - ماسي تكتيك تيم للسيدات ‏ - رالي 2020 ‏ - EF Education–Tibco–SVB ‏ فرق وطنية (4)- فريق ألمانيا لركوب الدراجات للسيدات 2020‏ - منتخب النمسا لركوب الدراجات للسيدات 2020‏ - فريق سلوفاكيا لركوب الدراجات للسيدات 2020‏ - فريق أوكرانيا لركوب الدراجات للسيدات 2020‏ فرق دراجات هواة سيدات (4)- Crédit mutuel‏ - Équipe mixte 1‏ - MAT Atom Deweloper Wrocław ‏ - Restore‏ فريق نادي الدراجات- دبليو سي سي تيم 2020 ‏ |  |
| |  |

## المراحل
| قائمة المراحل | قائمة المراحل | قائمة المراحل                                 | قائمة المراحل | قائمة المراحل | قائمة المراحل            | قائمة المراحل            |
| المرحلة       | التاريخ       | الدورة                                        |               | المسافة (كم)  | الفائز بالمرحلة          | القائد العام             |
| ------------- | ------------- | --------------------------------------------- | ------------- | ------------- | ------------------------ | ------------------------ |
| مرحلة 1       | 3 سبتمبر      | Saint-Martin-d'Ardèche ‏ – Bourg-Saint-Andéol ‏ | مرحلة جبلية   | 90٫3          | مارغريتا فيكتوريا غارسيا | مارغريتا فيكتوريا غارسيا |
| مرحلة 2       | 4 سبتمبر      | Saint-Georges-les-Bains ‏ –                    | مرحلة جبلية   | 135٫6         | مارغريتا فيكتوريا غارسيا | مارغريتا فيكتوريا غارسيا |
| مرحلة 3       | 5 سبتمبر      | أفينيون – أفينيون                             | مرحلة جبلية   | 113٫5         | Audrey Cordon-Ragot      | مارغريتا فيكتوريا غارسيا |
| مرحلة 4       | 6 سبتمبر      | Meyrueis ‏ – Mont Lozère ‏                      | مرحلة جبلية   | 133           | كريستين فولكنر           | مارغريتا فيكتوريا غارسيا |
| مرحلة 5       | 7 سبتمبر      | بونت دي غار – Ruoms ‏                          | مرحلة جبلية   | 134٫5         | Leigh Ann Ganzar ‏        | لورين ستيفنز             |
| مرحلة 6       | 8 سبتمبر      | فالريس – Rochemaure ‏                          | مرحلة جبلية   | 137٫9         | بولين ألين               | لورين ستيفنز             |
| مرحلة 7       | 9 سبتمبر      | Savasse ‏ – Beauchastel ‏                       | مرحلة جبلية   | 98٫6          | كلو هوسكينغ              | لورين ستيفنز             |

## النتيجة

### مرحلة 1
هي مرحلة جبلية، أقيمت في 3 سبتمبر 2020، وامتدّت لمسافة 90.300 كيلومتر. فاز بالمرحلة مارغريتا فيكتوريا غارسيا، وكان متصدر الترتيب العام في نهاية المرحلة مارغريتا فيكتوريا غارسيا، وكان المتصدر حسب ترتيب النقاط مارغريتا فيكتوريا غارسيا، وكان المتصدر في ترتيب التسلق مارغريتا فيكتوريا غارسيا، وتصدر ترتيب السرعة إيما وايت، وتصدر ترتيب النقاط للشباب إنج فان دير هيدين، وكان متصدر ترتيب الفرق Alé BTC Ljubljana 2020 ‏.
| التصنيف العام          | التصنيف العام            | التصنيف العام    | التصنيف العام             | التصنيف العام |
| العداء                 | العداء                   | البلد            | الفريق                    | الوقت         |
| ---------------------- | ------------------------ | ---------------- | ------------------------- | ------------- |
| 1                      | مارغريتا فيكتوريا غارسيا | إسبانيا          | يو أي أيه تيم ‏            | 2 س 27 د 44 ث |
| 2                      | Audrey Cordon-Ragot      | فرنسا            | Lidl–Trek (women's team) ‏ | + 5 ث         |
| 3                      | أليسيا غونزاليس بلانكو   | إسبانيا          | موفيستار للسيدات ‏         | + 5 ث         |
| 4                      | لورين ستيفنز             | الولايات المتحدة | EF Education–Tibco–SVB ‏   | + 5 ث         |
| 5                      | Victorie Guilman ‏        | فرنسا            | FDJ–Suez ‏                 | + 5 ث         |
| 6                      | Yara Kastelijn ‏          | هولندا           | Équipe mixte 1 ‏           | + 5 ث         |
| 7                      | Sara Poidevin ‏           | كندا             | رالي سايكلنج ‏             | + 5 ث         |
| 8                      | إنج فان دير هيدين        | هولندا           | دبليو سي سي تيم ‏          | + 5 ث         |
| 9                      | Paula Patiño ‏            | كولومبيا         | موفيستار للسيدات ‏         | + 5 ث         |
| 10                     | Urša Pintar ‏             | سلوفينيا         | يو أي أيه تيم ‏            | + 5 ث         |
| مصدر: Cycling Quotient |                          |                  |                           |               |

### مرحلة 2
هي مرحلة جبلية، أقيمت في 4 سبتمبر 2020، وامتدّت لمسافة 135.6 كيلومتر. فاز بالمرحلة مارغريتا فيكتوريا غارسيا، وكان متصدر الترتيب العام في نهاية المرحلة مارغريتا فيكتوريا غارسيا، وكان المتصدر حسب ترتيب النقاط مارغريتا فيكتوريا غارسيا، وكان المتصدر في ترتيب التسلق مارغريتا فيكتوريا غارسيا، وتصدر ترتيب السرعة إيما وايت، وتصدر ترتيب النقاط للشباب Camilla Alessio ‏، وكان متصدر ترتيب الفرق Alé BTC Ljubljana 2020 ‏.
| التصنيف العام | التصنيف العام            | التصنيف العام    | التصنيف العام                             | التصنيف العام |  |
| العداء        | العداء                   | البلد            | الفريق                                    | الوقت         |  |
| ------------- | ------------------------ | ---------------- | ----------------------------------------- | ------------- |  |
| 1             | مارغريتا فيكتوريا غارسيا | إسبانيا          | يو أي أيه تيم ‏                            | 6 س 56 د 38 ث |  |
| 2             | آنا كيزنهوفر             | النمسا           | منتخب النمسا لركوب الدراجات للسيدات 2020 ‏ | + 5 ث         |  |
| 3             | لورين ستيفنز             | الولايات المتحدة | EF Education–Tibco–SVB ‏                   | + 42 ث        |  |
| 4             | Victorie Guilman ‏        | فرنسا            | FDJ–Suez ‏                                 | + 4 د 10 ث    |  |
| 5             | Yara Kastelijn ‏          | هولندا           | Équipe mixte 1 ‏                           | + 4 د 10 ث    |  |
| 6             | Paula Patiño ‏            | كولومبيا         | موفيستار للسيدات ‏                         | + 4 د 10 ث    |  |
| 7             | Sandra Levenez ‏          | فرنسا            | اركيا للسيدات ‏                            | + 4 د 10 ث    |  |
| 8             | Urška Žigart ‏            | سلوفينيا         | يو أي أيه تيم ‏                            | + 6 د 06 ث    |  |
| 9             | Sara Poidevin ‏           | كندا             | رالي سايكلنج ‏                             | + 6 د 53 ث    |  |
| 10            | Audrey Cordon-Ragot      | فرنسا            | Lidl–Trek (women's team) ‏                 | + 9 د 36 ث    |  |

### مرحلة 3
هي مرحلة جبلية، أقيمت في 5 سبتمبر 2020، وامتدّت لمسافة 113.50 كيلومتر. فاز بالمرحلة أودري كوردون، وكان متصدر الترتيب العام في نهاية المرحلة مارغريتا فيكتوريا غارسيا، وكان المتصدر حسب ترتيب النقاط مارغريتا فيكتوريا غارسيا، وكان المتصدر في ترتيب التسلق مارغريتا فيكتوريا غارسيا، وتصدر ترتيب السرعة إيما وايت، وتصدر ترتيب النقاط للشباب Camilla Alessio ‏، وكان متصدر ترتيب الفرق Alé BTC Ljubljana 2020 ‏.
| التصنيف العام | التصنيف العام            | التصنيف العام    | التصنيف العام                             | التصنيف العام |  |
| العداء        | العداء                   | البلد            | الفريق                                    | الوقت         |  |
| ------------- | ------------------------ | ---------------- | ----------------------------------------- | ------------- |  |
| 1             | مارغريتا فيكتوريا غارسيا | إسبانيا          | يو أي أيه تيم ‏                            | 9 س 45 د 10 ث |  |
| 2             | آنا كيزنهوفر             | النمسا           | منتخب النمسا لركوب الدراجات للسيدات 2020 ‏ | + 5 ث         |  |
| 3             | لورين ستيفنز             | الولايات المتحدة | EF Education–Tibco–SVB ‏                   | + 42 ث        |  |
| 4             | Victorie Guilman ‏        | فرنسا            | FDJ–Suez ‏                                 | + 4 د 10 ث    |  |
| 5             | Paula Patiño ‏            | كولومبيا         | موفيستار للسيدات ‏                         | + 4 د 10 ث    |  |
| 6             | Yara Kastelijn ‏          | هولندا           | Équipe mixte 1 ‏                           | + 4 د 28 ث    |  |
| 7             | Sandra Levenez ‏          | فرنسا            | اركيا للسيدات ‏                            | + 4 د 28 ث    |  |
| 8             | Urška Žigart ‏            | سلوفينيا         | يو أي أيه تيم ‏                            | + 6 د 58 ث    |  |
| 9             | Sara Poidevin ‏           | كندا             | رالي سايكلنج ‏                             | + 7 د 45 ث    |  |
| 10            | Audrey Cordon-Ragot      | فرنسا            | Lidl–Trek (women's team) ‏                 | + 9 د 36 ث    |  |

### مرحلة 4
هي مرحلة جبلية، أقيمت في 6 سبتمبر 2020، وامتدّت لمسافة 133.00 كيلومتر. فاز بالمرحلة كريستين فولكنر، وكان متصدر الترتيب العام في نهاية المرحلة مارغريتا فيكتوريا غارسيا، وكان المتصدر حسب ترتيب النقاط مارغريتا فيكتوريا غارسيا، وكان المتصدر في ترتيب التسلق مارغريتا فيكتوريا غارسيا، وتصدر ترتيب السرعة إيما وايت، وتصدر ترتيب النقاط للشباب Camilla Alessio ‏، وكان متصدر ترتيب الفرق Alé BTC Ljubljana 2020 ‏.
| التصنيف العام | التصنيف العام            | التصنيف العام    | التصنيف العام                             | التصنيف العام  |  |
| العداء        | العداء                   | البلد            | الفريق                                    | الوقت          |  |
| ------------- | ------------------------ | ---------------- | ----------------------------------------- | -------------- |  |
| 1             | مارغريتا فيكتوريا غارسيا | إسبانيا          | يو أي أيه تيم ‏                            | 13 س 46 د 17 ث |  |
| 2             | آنا كيزنهوفر             | النمسا           | منتخب النمسا لركوب الدراجات للسيدات 2020 ‏ | + 8 ث          |  |
| 3             | لورين ستيفنز             | الولايات المتحدة | EF Education–Tibco–SVB ‏                   | + 40 ث         |  |
| 4             | Yara Kastelijn ‏          | هولندا           | Équipe mixte 1 ‏                           | + 4 د 35 ث     |  |
| 5             | Sandra Levenez ‏          | فرنسا            | اركيا للسيدات ‏                            | + 4 د 47 ث     |  |
| 6             | Victorie Guilman ‏        | فرنسا            | FDJ–Suez ‏                                 | + 4 د 52 ث     |  |
| 7             | Paula Patiño ‏            | كولومبيا         | موفيستار للسيدات ‏                         | + 4 د 58 ث     |  |
| 8             | Urška Žigart ‏            | سلوفينيا         | يو أي أيه تيم ‏                            | + 7 د 27 ث     |  |
| 9             | Sara Poidevin ‏           | كندا             | رالي سايكلنج ‏                             | + 8 د 27 ث     |  |
| 10            | Urša Pintar ‏             | سلوفينيا         | يو أي أيه تيم ‏                            | + 11 د 00 ث    |  |

### مرحلة 5
هي مرحلة جبلية، أقيمت في 7 سبتمبر 2020، وامتدّت لمسافة 134.50 كيلومتر. فاز بالمرحلة Leigh Ann Ganzar ‏، وكان متصدر الترتيب العام في نهاية المرحلة لورين ستيفنز، وكان المتصدر حسب ترتيب النقاط مارغريتا فيكتوريا غارسيا، وكان المتصدر في ترتيب التسلق مارغريتا فيكتوريا غارسيا، وتصدر ترتيب السرعة إيما وايت، وتصدر ترتيب النقاط للشباب Camilla Alessio ‏، وكان متصدر ترتيب الفرق Alé BTC Ljubljana 2020 ‏.
| التصنيف العام | التصنيف العام            | التصنيف العام    | التصنيف العام                             | التصنيف العام  |  |
| العداء        | العداء                   | البلد            | الفريق                                    | الوقت          |  |
| ------------- | ------------------------ | ---------------- | ----------------------------------------- | -------------- |  |
| 1             | لورين ستيفنز             | الولايات المتحدة | EF Education–Tibco–SVB ‏                   | 17 س 29 د 27 ث |  |
| 2             | مارغريتا فيكتوريا غارسيا | إسبانيا          | يو أي أيه تيم ‏                            | + 34 ث         |  |
| 3             | آنا كيزنهوفر             | النمسا           | منتخب النمسا لركوب الدراجات للسيدات 2020 ‏ | + 46 ث         |  |
| 4             | Yara Kastelijn ‏          | هولندا           | Équipe mixte 1 ‏                           | + 5 د 09 ث     |  |
| 5             | Sandra Levenez ‏          | فرنسا            | اركيا للسيدات ‏                            | + 5 د 21 ث     |  |
| 6             | Victorie Guilman ‏        | فرنسا            | FDJ–Suez ‏                                 | + 5 د 26 ث     |  |
| 7             | Sara Poidevin ‏           | كندا             | رالي سايكلنج ‏                             | + 9 د 11 ث     |  |
| 8             | Urška Žigart ‏            | سلوفينيا         | يو أي أيه تيم ‏                            | + 9 د 41 ث     |  |
| 9             | Camilla Alessio ‏         | إيطاليا          | بيبينك ‏                                   | + 12 د 27 ث    |  |
| 10            | Kathrin Hammes ‏          | ألمانيا          | Ceratizit Pro Cycling ‏                    | + 12 د 55 ث    |  |

### مرحلة 6
هي مرحلة جبلية، أقيمت في 8 سبتمبر 2020، وامتدّت لمسافة 137.90 كيلومتر. فاز بالمرحلة بولين ألين، وكان متصدر الترتيب العام في نهاية المرحلة لورين ستيفنز، وكان المتصدر حسب ترتيب النقاط لورين ستيفنز، وكان المتصدر في ترتيب التسلق مارغريتا فيكتوريا غارسيا، وتصدر ترتيب السرعة إيما وايت، وتصدر ترتيب النقاط للشباب Camilla Alessio ‏، وكان متصدر ترتيب الفرق Alé BTC Ljubljana 2020 ‏.
| التصنيف العام | التصنيف العام            | التصنيف العام    | التصنيف العام                             | التصنيف العام  |  |
| العداء        | العداء                   | البلد            | الفريق                                    | الوقت          |  |
| ------------- | ------------------------ | ---------------- | ----------------------------------------- | -------------- |  |
| 1             | لورين ستيفنز             | الولايات المتحدة | EF Education–Tibco–SVB ‏                   | 21 س 26 د 59 ث |  |
| 2             | مارغريتا فيكتوريا غارسيا | إسبانيا          | يو أي أيه تيم ‏                            | + 38 ث         |  |
| 3             | آنا كيزنهوفر             | النمسا           | منتخب النمسا لركوب الدراجات للسيدات 2020 ‏ | + 55 ث         |  |
| 4             | Yara Kastelijn ‏          | هولندا           | Équipe mixte 1 ‏                           | + 5 د 09 ث     |  |
| 5             | Sandra Levenez ‏          | فرنسا            | اركيا للسيدات ‏                            | + 5 د 25 ث     |  |
| 6             | Victorie Guilman ‏        | فرنسا            | FDJ–Suez ‏                                 | + 5 د 48 ث     |  |
| 7             | Sara Poidevin ‏           | كندا             | رالي سايكلنج ‏                             | + 9 د 44 ث     |  |
| 8             | Camilla Alessio ‏         | إيطاليا          | بيبينك ‏                                   | + 12 د 48 ث    |  |
| 9             | Urška Žigart ‏            | سلوفينيا         | يو أي أيه تيم ‏                            | + 13 د 16 ث    |  |
| 10            | Kathrin Hammes ‏          | ألمانيا          | فريق ألمانيا لركوب الدراجات للسيدات 2020 ‏ | + 13 د 21 ث    |  |

### مرحلة 7
هي مرحلة جبلية، أقيمت في 9 سبتمبر 2020، وامتدّت لمسافة 98.60 كيلومتر. فاز بالمرحلة كلو هوسكينغ، وكان متصدر الترتيب العام في نهاية المرحلة لورين ستيفنز.
| التصنيف العام | التصنيف العام            | التصنيف العام    | التصنيف العام                             | التصنيف العام  |  |
| العداء        | العداء                   | البلد            | الفريق                                    | الوقت          |  |
| ------------- | ------------------------ | ---------------- | ----------------------------------------- | -------------- |  |
| 1             | لورين ستيفنز             | الولايات المتحدة | EF Education–Tibco–SVB ‏                   | 23 س 46 د 50 ث |  |
| 2             | مارغريتا فيكتوريا غارسيا | إسبانيا          | يو أي أيه تيم ‏                            | + 38 ث         |  |
| 3             | آنا كيزنهوفر             | النمسا           | منتخب النمسا لركوب الدراجات للسيدات 2020 ‏ | + 1 د 31 ث     |  |
| 4             | Yara Kastelijn ‏          | هولندا           | Équipe mixte 1 ‏                           | + 5 د 09 ث     |  |
| 5             | Sandra Levenez ‏          | فرنسا            | اركيا للسيدات ‏                            | + 5 د 25 ث     |  |
| 6             | Victorie Guilman ‏        | فرنسا            | FDJ–Suez ‏                                 | + 5 د 48 ث     |  |
| 7             | Sara Poidevin ‏           | كندا             | رالي سايكلنج ‏                             | + 10 د 08 ث    |  |
| 8             | Camilla Alessio ‏         | إيطاليا          | بيبينك ‏                                   | + 12 د 48 ث    |  |
| 9             | Kathrin Hammes ‏          | ألمانيا          | فريق ألمانيا لركوب الدراجات للسيدات 2020 ‏ | + 13 د 21 ث    |  |
| 10            | Urška Žigart ‏            | سلوفينيا         | يو أي أيه تيم ‏                            | + 13 د 32 ث    |  |

## المشاركون
| Lidl–Trek (women's team) ‏ TFS | Lidl–Trek (women's team) ‏ TFS | Lidl–Trek (women's team) ‏ TFS |
| ----------------------------- | ----------------------------- | ----------------------------- |
| م                             | عداء                          | مرتبة                         |
| 1                             | Audrey Cordon-Ragot (طريق)    | لم يكمل السباق-5              |
| 2                             | Lauretta Hanson ‏              | 59                            |
| 5                             | شيرين فان أنروي               | لم يبدأ-6                     |
| 6                             | تريكسي ووراك                  | 40                            |

| يو أي أيه تيم ‏ ALE | يو أي أيه تيم ‏ ALE              | يو أي أيه تيم ‏ ALE |
| ------------------ | ------------------------------- | ------------------ |
| م                  | عداء                            | مرتبة              |
| 11                 | مارغريتا فيكتوريا غارسيا (طريق) | 2                  |
| 12                 | Urša Pintar ‏ (طريق)             | لم يبدأ-5          |
| 13                 | Maaike Boogaard ‏                | 57                 |
| 14                 | Urška Žigart ‏                   | 10                 |
| 15                 | Urška Bravec ‏                   | 71                 |
| 16                 | Eri Yonamine ‏ (طريق)            | 51                 |

| FDJ–Suez ‏ FDJ | FDJ–Suez ‏ FDJ      | FDJ–Suez ‏ FDJ |
| ------------- | ------------------ | ------------- |
| م             | عداء               | مرتبة         |
| 21            | Clara Copponi ‏     | 77            |
| 22            | Shara Marche       | 15            |
| 23            | Marie Le Net ‏      | 48            |
| 24            | Victorie Guilman ‏  | 6             |
| 25            | Maëlle Grossetête ‏ | 72            |
| 26            | جادي فيل           | 36            |

| كانيون–إس آر إيه إم ‏ CSR | كانيون–إس آر إيه إم ‏ CSR | كانيون–إس آر إيه إم ‏ CSR |
| ------------------------ | ------------------------ | ------------------------ |
| م                        | عداء                     | مرتبة                    |
| 31                       | Tanja Erath ‏             | لم يبدأ-2                |
| 32                       | Alice Barnes (طريق)      | 66                       |
| 33                       | تيفاني كرومويل           | 26                       |
| 34                       | Jess Pratt ‏              | 62                       |
| 35                       | هانا لودفيغ              | 27                       |
| 36                       | Christa Riffel ‏          | 52                       |

| فريق كوجياس ميتلر لوك برو للدراجات ‏ CGS | فريق كوجياس ميتلر لوك برو للدراجات ‏ CGS | فريق كوجياس ميتلر لوك برو للدراجات ‏ CGS |
| --------------------------------------- | --------------------------------------- | --------------------------------------- |
| م                                       | عداء                                    | مرتبة                                   |
| 41                                      | Noemi Rüegg ‏                            | 35                                      |
| 42                                      | Annabel Fisher ‏                         | لم يبدأ-5                               |
| 43                                      | Lara Krähemann ‏                         | لم يبدأ-2                               |
| 46                                      | Marie-Soleil Blais ‏                     | 79                                      |

| EF Education–Tibco–SVB ‏ TIB | EF Education–Tibco–SVB ‏ TIB | EF Education–Tibco–SVB ‏ TIB |
| --------------------------- | --------------------------- | --------------------------- |
| م                           | عداء                        | مرتبة                       |
| 51                          | Diana Peñuela ‏              | لم يبدأ-2                   |
| 52                          | لورين ستيفنز                | 1                           |
| 53                          | ليا ديكسون ‏                 | 84                          |
| 54                          | كريستين فولكنر              | 14                          |
| 55                          | Shannon Malseed ‏            | 80                          |
| 56                          | نينا كيسلر                  | 75                          |

| موفيستار للسيدات ‏ MOV | موفيستار للسيدات ‏ MOV  | موفيستار للسيدات ‏ MOV |
| --------------------- | ---------------------- | --------------------- |
| م                     | عداء                   | مرتبة                 |
| 61                    | باربرا جوارشي          | لم يبدأ-6             |
| 62                    | أليسيا غونزاليس بلانكو | 18                    |
| 63                    | إيدر ميرينو كورتازار   | لم يكمل السباق-2      |
| 64                    | Lourdes Oyarbide ‏      | 73                    |
| 65                    | Paula Patiño ‏          | لم يبدأ-5             |
| 66                    | Alba Teruel Ribes ‏     | 49                    |

| دولتشيني فان إيك بروكسيموس ‏ DVE | دولتشيني فان إيك بروكسيموس ‏ DVE | دولتشيني فان إيك بروكسيموس ‏ DVE |
| ------------------------------- | ------------------------------- | ------------------------------- |
| م                               | عداء                            | مرتبة                           |
| 71                              | Mieke Docx ‏                     | 78                              |
| 72                              | Jade Lenaers‏                    | OTL-2                           |
| 73                              | Nicole Steigenga ‏               | 25                              |
| 74                              | Nicole Hanselmann ‏              | لم يكمل السباق-4                |
| 75                              | Marieke de Groot ‏               | لم يكمل السباق-4                |
| 76                              | Christina Schweinberger ‏        | 83                              |

| رالي سايكلنج ‏ RLW | رالي سايكلنج ‏ RLW    | رالي سايكلنج ‏ RLW |
| ----------------- | -------------------- | ----------------- |
| م                 | عداء                 | مرتبة             |
| 81                | كلو هوسكينغ          | 53                |
| 82                | إيما وايت            | 64                |
| 83                | كريستابل دوبيل هيكوك | 13                |
| 84                | Sara Poidevin ‏       | 7                 |
| 85                | هايدي فرانز          | 19                |
| 86                | Leigh Ann Ganzar ‏    | 54                |

| دبليو سي سي تيم ‏ WCC | دبليو سي سي تيم ‏ WCC     | دبليو سي سي تيم ‏ WCC |
| -------------------- | ------------------------ | -------------------- |
| م                    | عداء                     | مرتبة                |
| 91                   | Eyeru Tesfoam Gebru ‏     | 22                   |
| 92                   | Anastasiya Kolesava ‏     | 29                   |
| 93                   | Catalina Soto ‏           | 45                   |
| 94                   | Veronika Jandová ‏        | 88                   |
| 95                   | Magdeleine Vallieres ‏    | 39                   |
| 96                   | Tereza Medveďová ‏ (طريق) | 34                   |

| لفيف للسيدات ‏ LCW | لفيف للسيدات ‏ LCW   | لفيف للسيدات ‏ LCW |
| ----------------- | ------------------- | ----------------- |
| م                 | عداء                | مرتبة             |
| 102               | Naomi de Roeck‏      | لم يكمل السباق-6  |
| 103               | Ellen Feytens‏       | OTL-1             |
| 104               | Fiona Turnbull‏      | لم يكمل السباق-6  |
| 105               | Femke Verstichelen ‏ | لم يكمل السباق-2  |
| 106               | Aleksandra Borowska‏ | لم يكمل السباق-1  |

| Aromitalia–Basso Bikes–Vaiano ‏ VAI | Aromitalia–Basso Bikes–Vaiano ‏ VAI | Aromitalia–Basso Bikes–Vaiano ‏ VAI |
| ---------------------------------- | ---------------------------------- | ---------------------------------- |
| م                                  | عداء                               | مرتبة                              |
| 111                                | Nicole D'Agostin ‏                  | لم يكمل السباق-5                   |
| 112                                | Angelica Brogi ‏                    | لم يكمل السباق-7                   |
| 113                                | Anastasia Carbonari ‏               | 58                                 |
| 114                                | Gemma Sernissi ‏                    | لم يكمل السباق-5                   |

| بيبينك ‏ BPK | بيبينك ‏ BPK         | بيبينك ‏ BPK      |
| ----------- | ------------------- | ---------------- |
| م           | عداء                | مرتبة            |
| 121         | سيمونا فرايبسي      | 60               |
| 122         | Silvia Valsecchi ‏   | 56               |
| 123         | ميليسا فان نيك ‏     | 67               |
| 124         | Camilla Alessio ‏    | 8                |
| 125         | Samantha Arnaudo ‏   | لم يكمل السباق-1 |
| 126         | Valentina Landuzzi ‏ | 37               |

| اركيا للسيدات ‏ ARK | اركيا للسيدات ‏ ARK  | اركيا للسيدات ‏ ARK |
| ------------------ | ------------------- | ------------------ |
| م                  | عداء                | مرتبة              |
| 131                | Léa Curinier ‏       | 20                 |
| 132                | Anaïs Morichon ‏     | 63                 |
| 133                | Typhaine Laurance ‏  | 76                 |
| 134                | بولين ألين          | 16                 |
| 135                | Sandra Levenez ‏     | 5                  |
| 136                | Amandine Fouquenet ‏ | 32                 |

| شارينت ماريتايم سيلينج للسيدات ‏ CMW | شارينت ماريتايم سيلينج للسيدات ‏ CMW | شارينت ماريتايم سيلينج للسيدات ‏ CMW |
| ----------------------------------- | ----------------------------------- | ----------------------------------- |
| م                                   | عداء                                | مرتبة                               |
| 141                                 | Noémie Abgrall ‏                     | 44                                  |
| 143                                 | Manon Minaud ‏                       | لم يكمل السباق-5                    |
| 144                                 | Alice Coutinho ‏                     | لم يكمل السباق-5                    |
| 145                                 | Maëva Squiban ‏                      | 47                                  |

| ماسي تكتيك تيم للسيدات ‏ MAT | ماسي تكتيك تيم للسيدات ‏ MAT | ماسي تكتيك تيم للسيدات ‏ MAT |
| --------------------------- | --------------------------- | --------------------------- |
| م                           | عداء                        | مرتبة                       |
| 151                         | Martina Moreno Monteys‏      | لم يكمل السباق-5            |
| 152                         | Mireia Trias ‏               | 43                          |
| 153                         | Gabrielle Pilote Fortin ‏    | لم يكمل السباق-7            |
| 154                         | Karolina Perekitko ‏         | 50                          |
| 155                         | لورين كريمر ‏                | لم يكمل السباق-4            |
| 156                         | Mireia Benito ‏              | 42                          |

| انيكات سايكلنج تيم ‏ EIC | انيكات سايكلنج تيم ‏ EIC | انيكات سايكلنج تيم ‏ EIC |
| ----------------------- | ----------------------- | ----------------------- |
| م                       | عداء                    | مرتبة                   |
| 161                     | Ziortza Isasi ‏          | لم يكمل السباق-2        |
| 162                     | Lija Laizāne (طريق)     | 31                      |
| 163                     | Paula Soler‏             | 74                      |
| 164                     | Alessia Bulleri ‏        | 70                      |

| Équipe mixte 1‏ ___ | Équipe mixte 1‏ ___         | Équipe mixte 1‏ ___ |
| ------------------ | -------------------------- | ------------------ |
| م                  | عداء                       | مرتبة              |
| 171                | Ceylin del Carmen Alvarado | 12                 |
| 172                | Manon Bakker ‏              | 68                 |
| 173                | ساني كانت                  | 55                 |
| 174                | Yara Kastelijn ‏            | 4                  |
| 175                | إنج فان دير هيدين          | 33                 |
| 176                | Aniek van Alphen ‏          | 21                 |

| فريق ألمانيا لركوب الدراجات للسيدات 2020‏ GER | فريق ألمانيا لركوب الدراجات للسيدات 2020‏ GER | فريق ألمانيا لركوب الدراجات للسيدات 2020‏ GER |
| -------------------------------------------- | -------------------------------------------- | -------------------------------------------- |
| م                                            | عداء                                         | مرتبة                                        |
| 181                                          | Laura Süßemilch ‏                             | لم يبدأ-2                                    |
| 182                                          | Dorothea Anna Heitzmann ‏                     | 87                                           |
| 183                                          | ميكي كروجر                                   | 61                                           |
| 184                                          | غودرون شتوك                                  | 46                                           |
| 185                                          | Finja Smekal‏                                 | 82                                           |
| 186                                          | Kathrin Hammes ‏                              | 9                                            |

| فريق أوكرانيا لركوب الدراجات للسيدات 2020‏ UKR | فريق أوكرانيا لركوب الدراجات للسيدات 2020‏ UKR | فريق أوكرانيا لركوب الدراجات للسيدات 2020‏ UKR |
| --------------------------------------------- | --------------------------------------------- | --------------------------------------------- |
| م                                             | عداء                                          | مرتبة                                         |
| 201                                           | Tetyana Riabchenko                            | لم يكمل السباق                                |
| 202                                           | Hanna Solovey ‏                                | لم يكمل السباق                                |
| 203                                           | Viktoriia Melnychuk‏                           | لم يكمل السباق                                |
| 204                                           | Yevheniya Vysotska ‏                           | لم يكمل السباق                                |
| 205                                           | Olga Shekel ‏                                  | لم يكمل السباق                                |
| 206                                           | Olha Kulynych ‏                                | لم يكمل السباق                                |

| منتخب النمسا لركوب الدراجات للسيدات 2020‏ AUT | منتخب النمسا لركوب الدراجات للسيدات 2020‏ AUT | منتخب النمسا لركوب الدراجات للسيدات 2020‏ AUT |
| -------------------------------------------- | -------------------------------------------- | -------------------------------------------- |
| م                                            | عداء                                         | مرتبة                                        |
| 211                                          | Gabriela Erharter‏                            | لم يكمل السباق-5                             |
| 212                                          | آنا كيزنهوفر                                 | 3                                            |
| 213                                          | Agnes Kittel‏                                 | لم يكمل السباق-2                             |
| 214                                          | Sarah Rijkes ‏                                | 23                                           |
| 216                                          | Angelika Tazreiter ‏                          | لم يكمل السباق-6                             |

| Andy Schleck–CP NVST–Immo Losch ‏ ___ | Andy Schleck–CP NVST–Immo Losch ‏ ___ | Andy Schleck–CP NVST–Immo Losch ‏ ___ |
| ------------------------------------ | ------------------------------------ | ------------------------------------ |
| م                                    | عداء                                 | مرتبة                                |
| 222                                  | Fabienne Buri ‏                       | لم يكمل السباق-5                     |
| 223                                  | Hana Hermanovska‏                     | لم يكمل السباق-2                     |
| 224                                  | Mae Lang ‏                            | 38                                   |
| 225                                  | Léna Mettraux ‏                       | 81                                   |

| Crédit mutuel‏ ___ | Crédit mutuel‏ ___  | Crédit mutuel‏ ___ |
| ----------------- | ------------------ | ----------------- |
| م                 | عداء               | مرتبة             |
| 231               | Laura Asencio ‏     | لم يبدأ-5         |
| 232               | Greta Richioud ‏    | لم يبدأ-2         |
| 233               | Emeline Eustache‏   | 41                |
| 234               | Léna Gérault ‏      | 11                |
| 235               | Dilyxine Miermont ‏ | OTL-2             |
| 236               | Elsa Hugot‏         | لم يكمل السباق-5  |

| MAT Atom Deweloper Wrocław ‏ MAW | MAT Atom Deweloper Wrocław ‏ MAW | MAT Atom Deweloper Wrocław ‏ MAW |
| ------------------------------- | ------------------------------- | ------------------------------- |
| م                               | عداء                            | مرتبة                           |
| 241                             | Katarzyna Wilkos ‏               | 65                              |
| 242                             | Monika Brzeźna ‏                 | 24                              |
| 243                             | Dominika Włodarczyk ‏            | 30                              |
| 244                             | Karolina Stepien‏                | 86                              |
| 246                             | Kaja Rysz ‏                      | لم يكمل السباق-5                |

| Restore‏ ___ | Restore‏ ___      | Restore‏ ___      |
| ----------- | ---------------- | ---------------- |
| م           | عداء             | مرتبة            |
| 251         | Maaike Coljé ‏    | 17               |
| 252         | Elisa Serné‏      | 85               |
| 253         | Pien Limpens ‏    | 69               |
| 254         | Anna van Wersch ‏ | لم يكمل السباق-2 |
| 255         | Wietske Bogaerts‏ | OTL-1            |

| بدون فريق ___ | بدون فريق ___  | بدون فريق ___ |
| ------------- | -------------- | ------------- |
| م             | عداء           | مرتبة         |
| 256           | Lieke Nooijen ‏ | 28            |

| Lidl–Trek (women's team) ‏ TFS | Lidl–Trek (women's team) ‏ TFS | Lidl–Trek (women's team) ‏ TFS |
| ----------------------------- | ----------------------------- | ----------------------------- |
| م                             | عداء                          | مرتبة                         |
| 1                             | Audrey Cordon-Ragot (طريق)    | لم يكمل السباق-5              |
| 2                             | Lauretta Hanson ‏              | 59                            |
| 5                             | شيرين فان أنروي               | لم يبدأ-6                     |
| 6                             | تريكسي ووراك                  | 40                            |

| يو أي أيه تيم ‏ ALE | يو أي أيه تيم ‏ ALE              | يو أي أيه تيم ‏ ALE |
| ------------------ | ------------------------------- | ------------------ |
| م                  | عداء                            | مرتبة              |
| 11                 | مارغريتا فيكتوريا غارسيا (طريق) | 2                  |
| 12                 | Urša Pintar ‏ (طريق)             | لم يبدأ-5          |
| 13                 | Maaike Boogaard ‏                | 57                 |
| 14                 | Urška Žigart ‏                   | 10                 |
| 15                 | Urška Bravec ‏                   | 71                 |
| 16                 | Eri Yonamine ‏ (طريق)            | 51                 |

| FDJ–Suez ‏ FDJ | FDJ–Suez ‏ FDJ      | FDJ–Suez ‏ FDJ |
| ------------- | ------------------ | ------------- |
| م             | عداء               | مرتبة         |
| 21            | Clara Copponi ‏     | 77            |
| 22            | Shara Marche       | 15            |
| 23            | Marie Le Net ‏      | 48            |
| 24            | Victorie Guilman ‏  | 6             |
| 25            | Maëlle Grossetête ‏ | 72            |
| 26            | جادي فيل           | 36            |

| كانيون–إس آر إيه إم ‏ CSR | كانيون–إس آر إيه إم ‏ CSR | كانيون–إس آر إيه إم ‏ CSR |
| ------------------------ | ------------------------ | ------------------------ |
| م                        | عداء                     | مرتبة                    |
| 31                       | Tanja Erath ‏             | لم يبدأ-2                |
| 32                       | Alice Barnes (طريق)      | 66                       |
| 33                       | تيفاني كرومويل           | 26                       |
| 34                       | Jess Pratt ‏              | 62                       |
| 35                       | هانا لودفيغ              | 27                       |
| 36                       | Christa Riffel ‏          | 52                       |

| فريق كوجياس ميتلر لوك برو للدراجات ‏ CGS | فريق كوجياس ميتلر لوك برو للدراجات ‏ CGS | فريق كوجياس ميتلر لوك برو للدراجات ‏ CGS |
| --------------------------------------- | --------------------------------------- | --------------------------------------- |
| م                                       | عداء                                    | مرتبة                                   |
| 41                                      | Noemi Rüegg ‏                            | 35                                      |
| 42                                      | Annabel Fisher ‏                         | لم يبدأ-5                               |
| 43                                      | Lara Krähemann ‏                         | لم يبدأ-2                               |
| 46                                      | Marie-Soleil Blais ‏                     | 79                                      |

| EF Education–Tibco–SVB ‏ TIB | EF Education–Tibco–SVB ‏ TIB | EF Education–Tibco–SVB ‏ TIB |
| --------------------------- | --------------------------- | --------------------------- |
| م                           | عداء                        | مرتبة                       |
| 51                          | Diana Peñuela ‏              | لم يبدأ-2                   |
| 52                          | لورين ستيفنز                | 1                           |
| 53                          | ليا ديكسون ‏                 | 84                          |
| 54                          | كريستين فولكنر              | 14                          |
| 55                          | Shannon Malseed ‏            | 80                          |
| 56                          | نينا كيسلر                  | 75                          |

| موفيستار للسيدات ‏ MOV | موفيستار للسيدات ‏ MOV  | موفيستار للسيدات ‏ MOV |
| --------------------- | ---------------------- | --------------------- |
| م                     | عداء                   | مرتبة                 |
| 61                    | باربرا جوارشي          | لم يبدأ-6             |
| 62                    | أليسيا غونزاليس بلانكو | 18                    |
| 63                    | إيدر ميرينو كورتازار   | لم يكمل السباق-2      |
| 64                    | Lourdes Oyarbide ‏      | 73                    |
| 65                    | Paula Patiño ‏          | لم يبدأ-5             |
| 66                    | Alba Teruel Ribes ‏     | 49                    |

| دولتشيني فان إيك بروكسيموس ‏ DVE | دولتشيني فان إيك بروكسيموس ‏ DVE | دولتشيني فان إيك بروكسيموس ‏ DVE |
| ------------------------------- | ------------------------------- | ------------------------------- |
| م                               | عداء                            | مرتبة                           |
| 71                              | Mieke Docx ‏                     | 78                              |
| 72                              | Jade Lenaers‏                    | OTL-2                           |
| 73                              | Nicole Steigenga ‏               | 25                              |
| 74                              | Nicole Hanselmann ‏              | لم يكمل السباق-4                |
| 75                              | Marieke de Groot ‏               | لم يكمل السباق-4                |
| 76                              | Christina Schweinberger ‏        | 83                              |

| رالي سايكلنج ‏ RLW | رالي سايكلنج ‏ RLW    | رالي سايكلنج ‏ RLW |
| ----------------- | -------------------- | ----------------- |
| م                 | عداء                 | مرتبة             |
| 81                | كلو هوسكينغ          | 53                |
| 82                | إيما وايت            | 64                |
| 83                | كريستابل دوبيل هيكوك | 13                |
| 84                | Sara Poidevin ‏       | 7                 |
| 85                | هايدي فرانز          | 19                |
| 86                | Leigh Ann Ganzar ‏    | 54                |

| دبليو سي سي تيم ‏ WCC | دبليو سي سي تيم ‏ WCC     | دبليو سي سي تيم ‏ WCC |
| -------------------- | ------------------------ | -------------------- |
| م                    | عداء                     | مرتبة                |
| 91                   | Eyeru Tesfoam Gebru ‏     | 22                   |
| 92                   | Anastasiya Kolesava ‏     | 29                   |
| 93                   | Catalina Soto ‏           | 45                   |
| 94                   | Veronika Jandová ‏        | 88                   |
| 95                   | Magdeleine Vallieres ‏    | 39                   |
| 96                   | Tereza Medveďová ‏ (طريق) | 34                   |

| لفيف للسيدات ‏ LCW | لفيف للسيدات ‏ LCW   | لفيف للسيدات ‏ LCW |
| ----------------- | ------------------- | ----------------- |
| م                 | عداء                | مرتبة             |
| 102               | Naomi de Roeck‏      | لم يكمل السباق-6  |
| 103               | Ellen Feytens‏       | OTL-1             |
| 104               | Fiona Turnbull‏      | لم يكمل السباق-6  |
| 105               | Femke Verstichelen ‏ | لم يكمل السباق-2  |
| 106               | Aleksandra Borowska‏ | لم يكمل السباق-1  |

| Aromitalia–Basso Bikes–Vaiano ‏ VAI | Aromitalia–Basso Bikes–Vaiano ‏ VAI | Aromitalia–Basso Bikes–Vaiano ‏ VAI |
| ---------------------------------- | ---------------------------------- | ---------------------------------- |
| م                                  | عداء                               | مرتبة                              |
| 111                                | Nicole D'Agostin ‏                  | لم يكمل السباق-5                   |
| 112                                | Angelica Brogi ‏                    | لم يكمل السباق-7                   |
| 113                                | Anastasia Carbonari ‏               | 58                                 |
| 114                                | Gemma Sernissi ‏                    | لم يكمل السباق-5                   |

| بيبينك ‏ BPK | بيبينك ‏ BPK         | بيبينك ‏ BPK      |
| ----------- | ------------------- | ---------------- |
| م           | عداء                | مرتبة            |
| 121         | سيمونا فرايبسي      | 60               |
| 122         | Silvia Valsecchi ‏   | 56               |
| 123         | ميليسا فان نيك ‏     | 67               |
| 124         | Camilla Alessio ‏    | 8                |
| 125         | Samantha Arnaudo ‏   | لم يكمل السباق-1 |
| 126         | Valentina Landuzzi ‏ | 37               |

| اركيا للسيدات ‏ ARK | اركيا للسيدات ‏ ARK  | اركيا للسيدات ‏ ARK |
| ------------------ | ------------------- | ------------------ |
| م                  | عداء                | مرتبة              |
| 131                | Léa Curinier ‏       | 20                 |
| 132                | Anaïs Morichon ‏     | 63                 |
| 133                | Typhaine Laurance ‏  | 76                 |
| 134                | بولين ألين          | 16                 |
| 135                | Sandra Levenez ‏     | 5                  |
| 136                | Amandine Fouquenet ‏ | 32                 |

| شارينت ماريتايم سيلينج للسيدات ‏ CMW | شارينت ماريتايم سيلينج للسيدات ‏ CMW | شارينت ماريتايم سيلينج للسيدات ‏ CMW |
| ----------------------------------- | ----------------------------------- | ----------------------------------- |
| م                                   | عداء                                | مرتبة                               |
| 141                                 | Noémie Abgrall ‏                     | 44                                  |
| 143                                 | Manon Minaud ‏                       | لم يكمل السباق-5                    |
| 144                                 | Alice Coutinho ‏                     | لم يكمل السباق-5                    |
| 145                                 | Maëva Squiban ‏                      | 47                                  |

| ماسي تكتيك تيم للسيدات ‏ MAT | ماسي تكتيك تيم للسيدات ‏ MAT | ماسي تكتيك تيم للسيدات ‏ MAT |
| --------------------------- | --------------------------- | --------------------------- |
| م                           | عداء                        | مرتبة                       |
| 151                         | Martina Moreno Monteys‏      | لم يكمل السباق-5            |
| 152                         | Mireia Trias ‏               | 43                          |
| 153                         | Gabrielle Pilote Fortin ‏    | لم يكمل السباق-7            |
| 154                         | Karolina Perekitko ‏         | 50                          |
| 155                         | لورين كريمر ‏                | لم يكمل السباق-4            |
| 156                         | Mireia Benito ‏              | 42                          |

| انيكات سايكلنج تيم ‏ EIC | انيكات سايكلنج تيم ‏ EIC | انيكات سايكلنج تيم ‏ EIC |
| ----------------------- | ----------------------- | ----------------------- |
| م                       | عداء                    | مرتبة                   |
| 161                     | Ziortza Isasi ‏          | لم يكمل السباق-2        |
| 162                     | Lija Laizāne (طريق)     | 31                      |
| 163                     | Paula Soler‏             | 74                      |
| 164                     | Alessia Bulleri ‏        | 70                      |

| Équipe mixte 1‏ ___ | Équipe mixte 1‏ ___         | Équipe mixte 1‏ ___ |
| ------------------ | -------------------------- | ------------------ |
| م                  | عداء                       | مرتبة              |
| 171                | Ceylin del Carmen Alvarado | 12                 |
| 172                | Manon Bakker ‏              | 68                 |
| 173                | ساني كانت                  | 55                 |
| 174                | Yara Kastelijn ‏            | 4                  |
| 175                | إنج فان دير هيدين          | 33                 |
| 176                | Aniek van Alphen ‏          | 21                 |

| فريق ألمانيا لركوب الدراجات للسيدات 2020‏ GER | فريق ألمانيا لركوب الدراجات للسيدات 2020‏ GER | فريق ألمانيا لركوب الدراجات للسيدات 2020‏ GER |
| -------------------------------------------- | -------------------------------------------- | -------------------------------------------- |
| م                                            | عداء                                         | مرتبة                                        |
| 181                                          | Laura Süßemilch ‏                             | لم يبدأ-2                                    |
| 182                                          | Dorothea Anna Heitzmann ‏                     | 87                                           |
| 183                                          | ميكي كروجر                                   | 61                                           |
| 184                                          | غودرون شتوك                                  | 46                                           |
| 185                                          | Finja Smekal‏                                 | 82                                           |
| 186                                          | Kathrin Hammes ‏                              | 9                                            |

| فريق أوكرانيا لركوب الدراجات للسيدات 2020‏ UKR | فريق أوكرانيا لركوب الدراجات للسيدات 2020‏ UKR | فريق أوكرانيا لركوب الدراجات للسيدات 2020‏ UKR |
| --------------------------------------------- | --------------------------------------------- | --------------------------------------------- |
| م                                             | عداء                                          | مرتبة                                         |
| 201                                           | Tetyana Riabchenko                            | لم يكمل السباق                                |
| 202                                           | Hanna Solovey ‏                                | لم يكمل السباق                                |
| 203                                           | Viktoriia Melnychuk‏                           | لم يكمل السباق                                |
| 204                                           | Yevheniya Vysotska ‏                           | لم يكمل السباق                                |
| 205                                           | Olga Shekel ‏                                  | لم يكمل السباق                                |
| 206                                           | Olha Kulynych ‏                                | لم يكمل السباق                                |

| منتخب النمسا لركوب الدراجات للسيدات 2020‏ AUT | منتخب النمسا لركوب الدراجات للسيدات 2020‏ AUT | منتخب النمسا لركوب الدراجات للسيدات 2020‏ AUT |
| -------------------------------------------- | -------------------------------------------- | -------------------------------------------- |
| م                                            | عداء                                         | مرتبة                                        |
| 211                                          | Gabriela Erharter‏                            | لم يكمل السباق-5                             |
| 212                                          | آنا كيزنهوفر                                 | 3                                            |
| 213                                          | Agnes Kittel‏                                 | لم يكمل السباق-2                             |
| 214                                          | Sarah Rijkes ‏                                | 23                                           |
| 216                                          | Angelika Tazreiter ‏                          | لم يكمل السباق-6                             |

| Andy Schleck–CP NVST–Immo Losch ‏ ___ | Andy Schleck–CP NVST–Immo Losch ‏ ___ | Andy Schleck–CP NVST–Immo Losch ‏ ___ |
| ------------------------------------ | ------------------------------------ | ------------------------------------ |
| م                                    | عداء                                 | مرتبة                                |
| 222                                  | Fabienne Buri ‏                       | لم يكمل السباق-5                     |
| 223                                  | Hana Hermanovska‏                     | لم يكمل السباق-2                     |
| 224                                  | Mae Lang ‏                            | 38                                   |
| 225                                  | Léna Mettraux ‏                       | 81                                   |

| Crédit mutuel‏ ___ | Crédit mutuel‏ ___  | Crédit mutuel‏ ___ |
| ----------------- | ------------------ | ----------------- |
| م                 | عداء               | مرتبة             |
| 231               | Laura Asencio ‏     | لم يبدأ-5         |
| 232               | Greta Richioud ‏    | لم يبدأ-2         |
| 233               | Emeline Eustache‏   | 41                |
| 234               | Léna Gérault ‏      | 11                |
| 235               | Dilyxine Miermont ‏ | OTL-2             |
| 236               | Elsa Hugot‏         | لم يكمل السباق-5  |

| MAT Atom Deweloper Wrocław ‏ MAW | MAT Atom Deweloper Wrocław ‏ MAW | MAT Atom Deweloper Wrocław ‏ MAW |
| ------------------------------- | ------------------------------- | ------------------------------- |
| م                               | عداء                            | مرتبة                           |
| 241                             | Katarzyna Wilkos ‏               | 65                              |
| 242                             | Monika Brzeźna ‏                 | 24                              |
| 243                             | Dominika Włodarczyk ‏            | 30                              |
| 244                             | Karolina Stepien‏                | 86                              |
| 246                             | Kaja Rysz ‏                      | لم يكمل السباق-5                |

| Restore‏ ___ | Restore‏ ___      | Restore‏ ___      |
| ----------- | ---------------- | ---------------- |
| م           | عداء             | مرتبة            |
| 251         | Maaike Coljé ‏    | 17               |
| 252         | Elisa Serné‏      | 85               |
| 253         | Pien Limpens ‏    | 69               |
| 254         | Anna van Wersch ‏ | لم يكمل السباق-2 |
| 255         | Wietske Bogaerts‏ | OTL-1            |

| بدون فريق ___ | بدون فريق ___  | بدون فريق ___ |
| ------------- | -------------- | ------------- |
| م             | عداء           | مرتبة         |
| 256           | Lieke Nooijen ‏ | 28            |

## التصنيف العام النهائي
| التصنيف العام         | التصنيف العام            | التصنيف العام    | التصنيف العام                             | التصنيف العام  |
| العداء                | العداء                   | البلد            | الفريق                                    | الوقت          |
| --------------------- | ------------------------ | ---------------- | ----------------------------------------- | -------------- |
| 1                     | لورين ستيفنز             | الولايات المتحدة | EF Education–Tibco–SVB ‏                   | 23 س 46 د 50 ث |
| 2                     | مارغريتا فيكتوريا غارسيا | إسبانيا          | يو أي أيه تيم ‏                            | + 38 ث         |
| 3                     | آنا كيزنهوفر             | النمسا           | منتخب النمسا لركوب الدراجات للسيدات 2020 ‏ | + 1 د 31 ث     |
| 4                     | Yara Kastelijn ‏          | هولندا           | Équipe mixte 1 ‏                           | + 5 د 09 ث     |
| 5                     | Sandra Levenez ‏          | فرنسا            | اركيا للسيدات ‏                            | + 5 د 25 ث     |
| 6                     | Victorie Guilman ‏        | فرنسا            | FDJ–Suez ‏                                 | + 5 د 48 ث     |
| 7                     | Sara Poidevin ‏           | كندا             | رالي سايكلنج ‏                             | + 10 د 08 ث    |
| 8                     | Camilla Alessio ‏         | إيطاليا          | بيبينك ‏                                   | + 12 د 48 ث    |
| 9                     | Kathrin Hammes ‏          | ألمانيا          | فريق ألمانيا لركوب الدراجات للسيدات 2020 ‏ | + 13 د 21 ث    |
| 10                    | Urška Žigart ‏            | سلوفينيا         | يو أي أيه تيم ‏                            | + 13 د 32 ث    |
| مصدر: ProCyclingStats |                          |                  |                                           |                |

### تصنيف النقاط
| تصنيف النقاط          | تصنيف النقاط             | تصنيف النقاط     | تصنيف النقاط                              | تصنيف النقاط |
| العداء                | العداء                   | البلد            | الفريق                                    | النقاط       |
| --------------------- | ------------------------ | ---------------- | ----------------------------------------- | ------------ |
| 1                     | لورين ستيفنز             | الولايات المتحدة | EF Education–Tibco–SVB ‏                   | 41 نقطة      |
| 2                     | مارغريتا فيكتوريا غارسيا | إسبانيا          | يو أي أيه تيم ‏                            | 40 نقطة      |
| 3                     | كلو هوسكينغ              | أستراليا         | رالي سايكلنج ‏                             | 31 نقطة      |
| 4                     | Victorie Guilman ‏        | فرنسا            | FDJ–Suez ‏                                 | 21 نقطة      |
| 5                     | Yara Kastelijn ‏          | هولندا           | Équipe mixte 1 ‏                           | 19 نقطة      |
| 6                     | آنا كيزنهوفر             | النمسا           | منتخب النمسا لركوب الدراجات للسيدات 2020 ‏ | 17 نقطة      |
| 7                     | Katarzyna Wilkos ‏        | بولندا           | MAT Atom Deweloper Wrocław ‏               | 17 نقطة      |
| 8                     | أليس بارنز               | المملكة المتحدة  | كانيون–إس آر إيه إم ‏                      | 17 نقطة      |
| 9                     | أليسيا غونزاليس بلانكو   | إسبانيا          | موفيستار للسيدات ‏                         | 16 نقطة      |
| 10                    | كريستين فولكنر           | الولايات المتحدة | EF Education–Tibco–SVB ‏                   | 15 نقطة      |
| مصدر: ProCyclingStats |                          |                  |                                           |              |

### تصنيف الجبال
| تصنيف الجبال          | تصنيف الجبال             | تصنيف الجبال     | تصنيف الجبال            | تصنيف الجبال |
| العداء                | العداء                   | البلد            | الفريق                  | النقاط       |
| --------------------- | ------------------------ | ---------------- | ----------------------- | ------------ |
| 1                     | Yara Kastelijn ‏          | هولندا           | Équipe mixte 1 ‏         | 39 نقطة      |
| 2                     | مارغريتا فيكتوريا غارسيا | إسبانيا          | يو أي أيه تيم ‏          | 37 نقطة      |
| 3                     | كريستين فولكنر           | الولايات المتحدة | EF Education–Tibco–SVB ‏ | 27 نقطة      |
| 4                     | هايدي فرانز              | الولايات المتحدة | رالي سايكلنج ‏           | 26 نقطة      |
| 5                     | لورين ستيفنز             | الولايات المتحدة | EF Education–Tibco–SVB ‏ | 26 نقطة      |
| 6                     | Eri Yonamine ‏            | اليابان          | يو أي أيه تيم ‏          | 22 نقطة      |
| 7                     | Lourdes Oyarbide ‏        | إسبانيا          | موفيستار للسيدات ‏       | 19 نقطة      |
| 8                     | بولين ألين               | فرنسا            | اركيا للسيدات ‏          | 18 نقطة      |
| 9                     | Sandra Levenez ‏          | فرنسا            | اركيا للسيدات ‏          | 16 نقطة      |
| 10                    | Sara Poidevin ‏           | كندا             | رالي سايكلنج ‏           | 15 نقطة      |
| مصدر: ProCyclingStats |                          |                  |                         |              |

## تصنيف الفرق

### الفرق حسب الوقت
| تصنيف الفرق حسب الوقت | تصنيف الفرق حسب الوقت | تصنيف الفرق حسب الوقت | تصنيف الفرق حسب الوقت |
| الفريق                | الفريق                | البلد                 | الوقت                 |
| --------------------- | --------------------- | --------------------- | --------------------- |
| 1                     | Alé BTC Ljubljana ‏    | إيطاليا               | 71 س 51 د 58 ث        |
| 2                     | Équipe mixte 1 ‏       | + 13 د 01 ث           |                       |
| 3                     | اركيا للسيدات 2020 ‏   | فرنسا                 | + 22 د 47 ث           |
| مصدر: ProCyclingStats |                       |                       |                       |

## تصانيف فرعية

### تصنيف أفضل عداء
| تصنيف أفضل عداء       | تصنيف أفضل عداء | تصنيف أفضل عداء  | تصنيف أفضل عداء         | تصنيف أفضل عداء |
| العداء                | العداء          | البلد            | الفريق                  | النقاط          |
| --------------------- | --------------- | ---------------- | ----------------------- | --------------- |
| 1                     | إيما وايت       | الولايات المتحدة | رالي سايكلنج ‏           | 29 نقطة         |
| 2                     | هايدي فرانز     | الولايات المتحدة | رالي سايكلنج ‏           | 17 نقطة         |
| 3                     | كريستين فولكنر  | الولايات المتحدة | EF Education–Tibco–SVB ‏ | 10 نقطة         |
| مصدر: ProCyclingStats |                 |                  |                         |                 |

### تصنيف أفضل شاب
| تصنيف أفضل شاب        | تصنيف أفضل شاب             | تصنيف أفضل شاب | تصنيف أفضل شاب              | تصنيف أفضل شاب |
| العداء                | العداء                     | البلد          | الفريق                      | الوقت          |
| --------------------- | -------------------------- | -------------- | --------------------------- | -------------- |
| 1                     | Camilla Alessio ‏           | إيطاليا        | بيبينك ‏                     | 23 س 59 د 38 ث |
| 2                     | Ceylin del Carmen Alvarado | هولندا         | Équipe mixte 1 ‏             | + 6 د 06 ث     |
| 3                     | Léa Curinier ‏              | فرنسا          | اركيا للسيدات ‏              | + 13 د 08 ث    |
| 4                     | Aniek van Alphen ‏          | هولندا         | Équipe mixte 1 ‏             | + 14 د 25 ث    |
| 5                     | Nicole Steigenga ‏          | هولندا         | دولتشيني فان إيك بروكسيموس ‏ | + 15 د 23 ث    |
| 6                     | هانا لودفيغ                | ألمانيا        | كانيون–إس آر إيه إم ‏        | + 16 د 08 ث    |
| 7                     | Lieke Nooijen ‏             | هولندا         |                             |                |
| 8                     | Anastasiya Kolesava ‏       | بيلاروس        | دبليو سي سي تيم ‏            | + 16 د 24 ث    |
| 9                     | Dominika Włodarczyk ‏       | بولندا         | MAT Atom Deweloper Wrocław ‏ | + 17 د 07 ث    |
| 10                    | Amandine Fouquenet ‏        | فرنسا          | اركيا للسيدات ‏              | + 17 د 27 ث    |
| مصدر: ProCyclingStats |                            |                |                             |                |

## وصلات خارجية
- الموقع الرسمي
- لمحة عن سباق تور دي آرديش للسيدات 2020 على موقع  ProCyclingStats   (برو  سايكلنج  ستاتس) - إحصاءات  محترفي  الدراجات.
- تور دي آرديش للسيدات 2020 على موقع إحصائيات الدراجات الإحترافية (الإنجليزية)